# Skalbmierz (gmina)
Skalbmierz est une gmina mixte du powiat de Kazimierza, Sainte-Croix, dans le centre-sud de la Pologne. Son siège est la ville de Skalbmierz, qui se situe environ 9 km au nord-ouest de Kazimierza Wielka et 63 km au sud de la capitale régionale Kielce.
La gmina couvre une superficie de 86,21 km2 pour une population de 6 930 habitants.

## Géographie
Outre la ville de Skalbmierz, la gmina inclut les villages de Baranów, Bełzów, Bolowiec, Boszczynek, Drożejowice, Grodzonowice, Kobylniki, Kózki, Krępice, Małoszów, Podgaje, Przybenice, Rosiejów, Sielec Biskupi, Sielec-Kolonia, Sietejów, Szarbia Zwierzyniecka, Szczekarzów, Tempoczów-Kolonia, Tempoczów-Rędziny, Topola, Zakrzów et Zakrzówek.
La gmina borde les gminy de Czarnocin, Działoszyce, Kazimierza Wielka, Pałecznica et Racławice.